# Luis Dávalos
Luis Henrique Dávalos (Magdalena del Mar, Perú, 15 de septiembre de 1929) conocido simplemente como Canacha Dávalos, es un exfutbolista peruano. Jugaba como delantero y su primer equipo fue el Ciclista Lima. Tiene 95 años.

## Carrera
Dávalos hizo su debut con el Ciclista Lima, en 1947. Dos años más tarde se consagraría como titular indiscutible y anotó 9 goles en 1951 en el Campeonato de Primera División (1.ª profesional en la historia).
En ese lapso de tiempo, fue refuerzo obligado en todos los equipos locales frente a los más notables elencos brasileños, argentinos o uruguayos que llegaban a Lima.
En agosto de 1949, se unió al Sporting Tabaco, en calidad de cedido.
En 1954, Dávalos firmó un contrato con Deportivo Municipal. 
En noviembre, Dávalos dejó el Muni y regresó al club donde lo vio nacer, Ciclista Lima y donde se rencontraría con los argentinos Luis López y Bernasconi. Consiguió quedarse con la liguilla de promoción con el club, anotando 5 goles en 16 partidos. 
En mayo volvió a fimar otro préstamo de medio año con el Mariscal Sucre, cinco días más tarde, hizo su debut con la casaquilla en la Primera División.
En 1957, después de que sólo jugó tres partidos de liga para Ciclista Lima, Dávalos firmó con Association Chorrillos y luego por Defensor Lima, ambos equipos que disputaban la Segunda División, se retiraría en 1960 cuando se consigue el anhelado ascenso al equipo granate.
Como director técnico estuvo sentado en los banquilllos de equipos profesionales, semis y amateurs. Entre sus pasos más recordados fue en Octavio Espinosa de Ica, en Primera División y Defensor Lima, en Segunda División.